# Puntate di 24: Live Another Day

Due dei personaggi principali della miniserie TV, il protagonista Jack Bauer e Chloe O'Brian, nello speciale teaser trailer girato nelle strade di Londra e trasmesso da Fox negli Stati Uniti durante il Super Bowl XLVIII.

Le puntate della miniserie televisiva 24: Live Another Day, seguito della serie TV 24, sono state trasmesse in prima visione assoluta negli Stati Uniti d'America da Fox dal 5 maggio al 14 luglio 2014.
In Italia la miniserie è andata in onda in prima visione satellitare su Fox, canale a pagamento della piattaforma Sky, dal 16 giugno al 4 agosto 2014, mentre in chiaro è trasmessa da Cielo dal 14 febbraio 2016.
| nº | Titolo originale             | Titolo italiano                  | Prima TV USA   | Prima TV Italia |
| -- | ---------------------------- | -------------------------------- | -------------- | --------------- |
| 1  | Day 9: 11:00 a.m.-12:00 p.m. | Giorno 9: dalle 11:00 alle 12:00 | 5 maggio 2014  | 16 giugno 2014  |
| 2  | Day 9: 12:00 p.m.-1:00 p.m.  | Giorno 9: dalle 12:00 alle 13:00 | 5 maggio 2014  | 16 giugno 2014  |
| 3  | Day 9: 1:00 p.m.-2:00 p.m.   | Giorno 9: dalle 13:00 alle 14:00 | 12 maggio 2014 | 23 giugno 2014  |
| 4  | Day 9: 2:00 p.m.-3:00 p.m.   | Giorno 9: dalle 14:00 alle 15:00 | 19 maggio 2014 | 30 giugno 2014  |
| 5  | Day 9: 3:00 p.m.-4:00 p.m.   | Giorno 9: dalle 15:00 alle 16:00 | 26 maggio 2014 | 7 luglio 2014   |
| 6  | Day 9: 4:00 p.m.-5:00 p.m.   | Giorno 9: dalle 16:00 alle 17:00 | 2 giugno 2014  | 14 luglio 2014  |
| 7  | Day 9: 5:00 p.m.-6:00 p.m.   | Giorno 9: dalle 17:00 alle 18:00 | 9 giugno 2014  | 14 luglio 2014  |
| 8  | Day 9: 6:00 p.m.-7:00 p.m.   | Giorno 9: dalle 18:00 alle 19:00 | 16 giugno 2014 | 21 luglio 2014  |
| 9  | Day 9: 7:00 p.m.-8:00 p.m.   | Giorno 9: dalle 19:00 alle 20:00 | 23 giugno 2014 | 21 luglio 2014  |
| 10 | Day 9: 8:00 p.m.-9:00 p.m.   | Giorno 9: dalle 20:00 alle 21:00 | 30 giugno 2014 | 28 luglio 2014  |
| 11 | Day 9: 9:00 p.m.-10:00 p.m.  | Giorno 9: dalle 21:00 alle 22:00 | 7 luglio 2014  | 28 luglio 2014  |
| 12 | Day 9: 10:00 p.m.-11:00 a.m. | Giorno 9: dalle 22:00 alle 11:00 | 14 luglio 2014 | 4 agosto 2014   |

## Giorno 9: dalle 11:00 alle 12:00
- Titolo originale: Day 9: 11:00 a.m.-12:00 p.m.
- Diretta da: Jon Cassar
- Scritta da: Evan Katz e Manny Coto

### Trama
Jack Bauer viene individuato a Londra e viene catturato dalla Stazione di Londra della CIA. Jack rimane impassibile durante l'interrogatorio di Steve Navarro, capo della stazione, salvo vacillare quando l'agente Kate Morgan gli chiede se sta cercando qualcuno. Kate chiede a Navarro di assumere il caso, nonostante sia in procinto di trasferirsi a causa del tradimento da parte del marito (accusato di aver venduto segreti ai cinesi), ma Jack viene trasferito alle “Attività Speciali”; questo risulta essere stato il suo piano fin dall'inizio, dato che Chloe O'Brian è prigioniera presso di loro. Con l'aiuto del suo amico Belcheck, Jack libera Chloe e sfugge all'inseguimento di Kate (che aveva capito il piano prima di tutti gli altri). Il Presidente James Heller, sua figlia Audrey e suo marito Mark Boudreau, Capo di Stato Maggiore della Casa Bianca, sono a Londra, durante una forte opposizione pubblica, a negoziare per il rinnovo del contratto di locazione militare statunitense di Diego Garcia, un territorio britannico d'oltremare nell'Oceano Indiano (in cui sono di stanza i droni USA). Mark monitorizza i progressi sulla cattura di Jack preoccupato che ne vengano a conoscenza anche il Presidente e Audrey. Nel frattempo il Tenente Chris Tanner fornisce supporto aereo a un convoglio militare in Afghanistan. Il convoglio si ferma e Tanner scansiona l'area con il drone, ma ben presto perde il controllo del velivolo. Il drone spara al convoglio, e, nonostante i disperati avvertimenti di Tanner, quattro soldati, tra cui due ufficiali inglesi, vengono uccisi.
- Ascolti USA: telespettatori 8.080.000 – share 18-49 anni: 8%[5]

## Giorno 9: dalle 12:00 alle 13:00
- Titolo originale: Day 9: 12:00 p.m.-1:00 p.m.
- Diretta da: Jon Cassar
- Scritta da: Robert Cochran e David Fury

### Trama
Chloe è un membro di un gruppo di hacker, “Open Cell”, dedito alla rivelazione di segreti del governo e guidato da Adrian Cross. A Jack interessa questo, vuole infatti rintracciare uno dei loro membri, Derrick Yates. Derrick è coinvolto nell'hackeraggio del drone che ha sparato sul convoglio. Tanner viene interrogato dai suoi superiori proclamandosi innocente, mentre il suo personal computer e la chiave di volo vengono esaminati dagli esperti informatici. Kate chiede di essere ripristinata sul campo e di prendere parte alla caccia a Bauer ottenendo il consenso di Navarro nonostante l'opposizione del sostituto di Kate, l'agente Erik Ritter. Il presidente Heller mostra segni di demenza, questo preoccupa Audrey e Mark, non solo per il suo futuro come presidente, ma perché vuole affrontare di persona il Parlamento del Regno Unito dopo “l'incidente”. Con l'aiuto di Open Cell, Chloe e Jack rintracciano Derrick nell'appartamento di Basher, uno spacciatore di droga. Quando Derrick è quasi nelle mani di Jack, interviene la CIA, fermando Bauer e permettendo a Yates di fuggire con la fidanzata ed il dispositivo di controllo dei droni, dopodiché nasce un conflitto a fuoco tra Jack, la CIA e gli scagnozzi di Basher. Una volta in salvo Derrick esprime scetticismo circa il suo acquirente e la prosecuzione del programma, così la sua fidanzata lo uccide, ruba il dispositivo, e chiama sua madre: l'acquirente, e la mente degli attacchi drone.
- Ascolti USA: telespettatori 8.080.000 – share 18-49 anni: 8%[5]

## Giorno 9: dalle 13:00 alle 14:00
- Titolo originale: Day 9: 1:00 p.m.-2:00 p.m.
- Diretta da: Adam Kane
- Scritta da: Sang Kyu Kim e Patrick Somerville

### Trama
Dopo aver trovato il corpo di Yates, Jack si rende conto che la fidanzata ha il dispositivo. La ragazza sfugge a Jack in un inseguimento nella metropolitana di Londra, ma Chloe la identifica come Simone Al-Harazi, figlia della terrorista internazionale Margot Al-Harazi. Jack rimprovera Chloe per aver perso Simone, ma Chloe confessa che si era distratta credendo di aver visto il marito Morris ed il figlio Prescott (uccisi in attentato di cui lei doveva essere la vittima). Tornati a Open Cell, dove sentono parlare del Tenente Tanner, Jack intima a Cross di aiutarlo ad entrare nell’Ambasciata USA con un falso documento, così da poter raggiungere Tanner. Kate e Erik hanno catturato Basher e la sua banda in seguito alla sparatoria. Navarro ordina loro di disimpegnarsi, ma lei rapisce Basher e lo costringe a rivelarle il coinvolgimento di Tanner nella trama. Simone torna al centro operativo di Margot, dove la donna sta pianificando di usare i droni per attaccare obiettivi britannici. Tuttavia il piano è ritardato, dato che è necessario adattare l’attrezzatura al dispositivo. Jack tenta di entrare nell'ambasciata, ma Cross modifica volutamente l'ID del documento per ottenere il suo arresto. Rendendosi conto che l'infiltrazione non è riuscita, Jack crea il caos sparando tra i manifestanti anti-droni, che sciamano nel panico all’interno dell'Ambasciata. Morgan e Ritter raggiungono l'ambasciata, Kate scorge Jack e lo insegue. Heller, nonostante le preoccupazioni di Mark e Audrey, insiste nel tenere un discorso di fronte al Parlamento britannico. L’assistente di Mark prepara un ordine di consegna ai russi di Jack che richiede l'approvazione del Presidente, ma è Mark stesso che falsifica la firma di Heller.
- Ascolti USA: telespettatori 6.480.000 – share 18-49 anni: 6%[6]

## Giorno 9: dalle 14:00 alle 15:00
- Titolo originale: Day 9: 2:00 p.m.-3:00 p.m.
- Diretta da: Adam Kane
- Scritta da: Patrick Harbinson

### Trama
All'interno dell'ambasciata, Jack raggiunge Tanner e gli dice che sa della sua innocenza. Jack prende la chiave di volo, sperando di scoprire il più possibile da questa. Tuttavia, Jack non riesce a mantenere segreta la sua infiltrazione all'Ambasciata, dato che Kate ed Erik avvisano i Marines della sua presenza. Decide quindi di barricarsi nella sala comunicazioni per mandare i dati della chiave di volo a Open Cell. Nonostante un'accoglienza durissima, il Presidente Heller è in grado di convincere il Parlamento del suo dolore sincero per l'incidente, contribuendo a garantire la presenza americana alla base Diego Garcia. Egli viene informato da Mark sulla situazione all'Ambasciata e parla con Jack, che spiega la situazione. Audrey è dell'opinione di dare ascolto a Jack, ma il Presidente decide di lasciare che i Marines irrompano nella sala comunicazioni con la forza. Il marito di Simone, Naveed, è stato incaricato di pilotare i droni dirottati, ma ha ripensamenti circa il piano e prova a convincere Simone a fuggire con lui. Simone però confessa il piano alla madre la quale costringe all'obbedienza Naveed tagliando un dito di Simone. Kate ed Erik interrogano Tanner, che scagiona Jack dall'accusa di cospirazione. Kate ritiene che la storia di Jack sia vera, e si intrufola nella stanza attraverso la presa d'aria per negoziare con lui. Quando i Marines irrompono Jack si è arreso a Kate, che si allontana con la chiave di volo. Con il dispositivo di override attivato, Naveed si prepara a violare i droni.
- Ascolti USA: telespettatori 5.720.000 – share 18-49 anni: 5%[7]

## Giorno 9: dalle 15:00 alle 16:00
- Titolo originale: Day 9: 3:00 p.m.-4:00 p.m.
- Diretta da: Omar Madha
- Scritta da: Sang Kyu Kim e Patrick Somerville

### Trama
Mentre Jack viene preso in custodia, Kate manda il contenuto della chiave di volo ad Open Cell, dove Adrian scopre un codice di override nascosto che può essere utilizzato per controllare i droni. Con queste informazioni in mano, il presidente Heller ordina il rientro della flotta di UAV in tutta la terra. Purtroppo, è troppo tardi e Margot ottiene il controllo di sei dei suoi dieci obiettivi. Successivamente mette in rete il video di un attacco drone in cui morirono, oltre al marito e alcuni suoi seguaci, anche alcuni civili, tra cui diversi bambini, affermando che Heller è il responsabile dell'attacco ed esige che il Presidente si consegni a lei entro tre ore per scongiurare un vasto attacco sul territorio britannico. Heller chiede a Mark la conferma delle asserzioni di Margot, e una volta ottenuta conferma, afferma che hanno messo nelle mani di Margot una importantissima “vittoria morale”. Naveed dice a Simone che ha sabotato il video per renderlo rintracciabile; Jordan (tecnico CIA) scopre la traccia e Navarro prende il comando di uno strike-team all'attacco del quartier generale di Al-Harazi. Jack dice ad Heller che può mettersi in contatto con un trafficante d'armi che lavora con Margot, ma si rifiuta di darne il nome poiché afferma che l'incontro deve essere fatto alle sue regole. Kate, messa da parte da Navarro a causa delle lamentele da parte dei Marines, contatta Chloe con il sospetto che il video sia stato tracciato troppo facilmente, ed ha ragione. Ian (l'altro figlio di Margot) ha scoperto sabotaggio di Naveed, e ha portato la squadra della CIA in una trappola e, dato che il marito di Simone non è affidabile, prende il controllo del drone più vicino a Londra. Chloe, mentre Adrian abbandona la sede Open Cell, continua a collaborare con Kate e, mentre Heller e Davies (Primo Ministro Inglese) seguono il raid attraverso le microcamere degli agenti CIA, scopre la trappola; Navarro, avvisato da Kate, interrompe il raid ma Ian Al-Harazi lancia col drone due missili hellfire sulla tenuta, lasciando la squadra CIA stordita e ferita tra le macerie. Infine Margot va a confrontarsi con Naveed, che implora clemenza da Simone, ma quest'ultima rimane a guardare in silenzio mentre la madre spara in testa al marito.
- Ascolti USA: telespettatori 5.710.000 – share 18-49 anni: 4%[8]

## Giorno 9: dalle 16:00 alle 17:00
- Titolo originale: Day 9: 4:00 p.m.-5:00 p.m.
- Diretta da: Omar Madha
- Scritta da: David Fury

### Trama
Dopo l'attacco drone si contano le vittime: quattro agenti morti e sei feriti. Heller concede a Jack di compiere la missione sotto copertura, che gli permetterà di contattare un trafficante d'armi di nome Karl Rask. Jack chiede di non essere monitorato e l'assistenza di Kate. Il Primo Ministro Davies, venuto a sapere della malattia di Heller, è preoccupato che Il Presidente non sia in condizione di gestire la crisi e decide di seguire i movimenti di Jack. Nel frattempo gli scagnozzi di Margot si apprestano a liberarsi del corpo di Naveed ma il suo telefono squilla: è sua sorella Farah, alla quale egli ha detto di lasciare il paese, che è preoccupata perché non si è più fatto sentire. Margot manda Simone a capire cosa sa e, nel caso fosse necessario, eliminare il problema. Mark viene contattato da un funzionario dell'Ambasciata russa per quanto riguarda la presa in custodia di Jack. Mark cerca di glissare ma alla fine promette di incontrarlo di persona. Jack spiega a Kate il suo piano: Rask crede che Jack lo tradisse e che gli abbia rubato 200000 €, così ha bisogno di lei come capro espiatorio, ma la consegnerà addormentata e mentre Rask aspetta il suo risveglio Jack lo convincerà a trasferire i soldi dal conto di Jack al suo mentre nel frattempo Chloe si infiltrerà con un trojan nel computer per trovare indizi sulla posizione di Margot; a questo punto Kate si inietta volontariamente il tranquillante. I Servizi Segreti britannici rilevano col satellite ad infrarossi che Jack carica Kate nel bagagliaio della sua auto, e Davies ordina che l'MI5 arresti Bauer. Le cose precipitano, infatti Rask 
ha degli anti-tranquillanti, e sveglia Kate per torturarla. Belchek tenta di salvarla, ma viene catturato dalla task-force dei Servizi britannici che subito dopo attacca il magazzino proprio mentre Rask sta per permettere a Chloe di inserire il trojan. Durante il conflitto a fuoco Jack consente a Chloe di inserirsi nel computer e trovare così un numero di telefono appartenente a Simone. Quest'ultima, nonostante inizialmente fosse intenzionata a salvare Farah è costretta ad ucciderla, ma la sorella di Naveed non è sola c'è anche la figlia, Yasmin, che fugge per strada; Simone la segue ma viene investita da un autobus. Infine, Jordan scopre le tracce di una manomissione nei files relativi al marito di Kate e, nonostante Navarro gli chieda di occuparsene in seguito, tenta di ricostruire i files manomessi. Navarro riceve una telefonata: una voce distorta gli dice che se Jordan scopre che le prove sono state manomesse per incastrare Adam Morgan, non potranno fare nulla per aiutarlo.
- Ascolti USA: telespettatori 6.180.000 – share 18-49 anni: 6%[9]

## Giorno 9: dalle 17:00 alle 18:00
- Titolo originale: Day 9: 5:00 p.m.-6:00 p.m.
- Diretta da: Jon Cassar
- Scritta da: Tony Basgallop

### Trama
Dopo la sparatoria, Jack libera Belchek e fa le sue rimostranze agli agenti dell'MI5 per aver interferito con la sua missione, al che gli rispondono che stanno eseguendo gli ordini di Davies. Jack allora apprende da Chloe che Simone viene trasportata in ospedale dopo l'incidente ed in seguito riferisce al Presidente Heller del coinvolgimento dei Servizi britannici e questi fa pressione sul Primo Ministro al fine di ottenere la sua collaborazione. Anche Margot viene a sapere di Simone dopo aver parlato, telefonando alla figlia, con un paramedico sull'ambulanza e chiede ad uno dei suoi seguaci, Kareem, di andare all'ospedale e capire se le autorità sono a conoscenza dell'identità di Simone. All'ospedale Jack interroga Simone, che si rifiuta di parlare, mentre Kate parla con Yasmin e viene a sapere del tentativo di Simone di proteggerle dalla madre. Kareem comunica a Margot che Simone è sotto la custodia della Polizia, e la terrorista ordina a Ian un attacco drone all'ospedale. Mark incontra il funzionario dell'ambasciata russa, il quale ha capito che Boudreau ha falsificato la firma di Heller, e lo minaccia di rendere pubblico il fatto se i Russi non ottengono la custodia di Jack. Navarro viene contattato nuovamente dal suo misterioso interlocutore che si rivela essere Adrian Cross che lo informa che Jordan sta ancora scavando in cerca di prove. Per sbarazzarsi di lui, Navarro fa cadere il giovane tecnico in una trappola presso una barca lungo un canale del Tamigi, dove viene colpito da un colpo d'arma da fuoco e cade in acqua. Jack scopre Kareem nella zona interdetta e gli dà la caccia; dopo che quest'ultimo viene ucciso, dal suo telefono si viene a conoscenza dell'imminente attacco drone e immediatamente viene avviata l'evacuazione dell'ospedale, ma l'attacco provocherà altre vittime. Margot dalla telecamera del drone vede Jack, Kate e Simone che cercano di scappare in macchina e, dopo un lungo inseguimento ed un paio di tentativi falliti di colpire la macchina con i missili, Ian perde Jack in un tunnel e, quando quest'ultimo fa ripartire la macchina vuota, questa viene finalmente colpita con l'ultimo missile del drone, ma Margot si rende conto (troppo tardi) che non c'era nessuno a bordo. Mentre Kate porta Simone alla sede della CIA e Jack si reca dal Presidente Heller per suo ordine, quest'ultimo si mette segretamente in contatto con Margot e le dice che ha preso la decisione di consegnarsi a lei. Infine Jordan, ferito, riemerge dal fiume.
- Ascolti USA: telespettatori 6.280.000 – share 18-49 anni: 5%[10]

## Giorno 9: dalle 18:00 alle 19:00
- Titolo originale: Day 9: 6:00 p.m.-7:00 p.m.
- Diretta da: Jon Cassar
- Scritta da: Robert Cochran

### Trama
Heller informa Jack del suo piano di arrendersi a Margot allo stadio di Wembley, Jack si oppone con veemenza ricordandogli che gli Stati Uniti non negoziano con i terroristi. Heller dice a Jack che ha il morbo di Alzheimer e che ha già ha firmato la lettera di dimissioni aggiungendo che questa avrà efficacia nel giro di un'ora e che ha inserito la grazia presidenziale per l'ex agente come ultimo atto da Presidente USA. Jack accetta a malincuore di aiutarlo, ma ha bisogno di un'altra persona, qualcuno che possa dar loro una mano ad uscire dall'Ambasciata evitando i Servizi Segreti e le forze britanniche. Heller quindi informa Mark e lo porta da Jack che chiede un elicottero e che tutti, compresa Audrey, vengano tenuti all'oscuro del piano. Jack rimuove il dispositivo di tracciamento da Heller, riesce ad eludere gli agenti e lasciare l'edificio. Nell'infermeria della stazione CIA intanto, Simone è in coma indotto per sopravvivere alle ferite dell'investimento; Kate informa Jack delle novità, ma lui insiste che lei interroghi Simone per sapere il più possibile a scapito della sua vita. L'agente costringe il medico a svegliare Simone, che rivela la posizione della madre, ma aggiunge che lei non sarà più lì. Dice anche che Naveed ha nascosto una chiavetta sotto le assi del pavimento della loro camera da letto. Kate fa inviare immediatamente una squadra all'indirizzo indicato da Simone, dove gli agenti trovano la chiavetta; l'agente Morgan, su richiesta di Jack, ne invia il contenuto, oltre che alla CIA, anche a Chloe perché venga analizzato. Nel frattempo Jordan chiama Navarro e gli dà la sua posizione chiedendogli di essere condotto in salvo. Steve però ordina al killer di recarsi alla posizione indicata da Jordan e terminare il lavoro. L'analista però ha intuito che Navarro è coinvolto nell'imboscata subita e tende un agguato al killer; nella lotta che ne consegue riesce ad uccidere l'assalitore, non prima però di essere accoltellato a morte. Chloe entra nel sistema di Margot utilizzando il contenuto della chiavetta ma non è in grado di prendere il controllo del drone. Heller arriva allo stadio con l'elicottero, e Ian pilota il drone sopra Wembley. Margot quando vede che Heller ha mantenuto la parola, lancia un missile su di lui, e il drone riporta che il bersaglio è stato distrutto.
- Ascolti USA: telespettatori 5.500.000 – share 18-49 anni: 4%[11]

## Giorno 9: dalle 19:00 alle 20:00
- Titolo originale: Day 9: 7:00 p.m.-8:00 p.m.
- Diretta da: Milan Cheylov
- Scritta da: Evan Katz e Manny Coto; sceneggiatura Tony Basgallop e Sang Kyu Kim

### Trama
Gli staff di Heller e di Davies sono riuniti a guardare le conseguenze dell'attacco allo stadio di Wembley; Margot chiede a Ian di iniziare l'abbattimento dei droni in mare come promesso. Nel farlo, Ian si fissa sul video di Heller negli ultimi secondi prima dell'attacco, e nota un difetto: il video è stato mandato in loop. Allo stadio, Jack conduce Heller ad una macchina dove Belcheck è in attesa e dopo che il Presidente si è allontanato risale sull'elicottero e contatta Audrey per dirle che il padre è ancora vivo e tornerà a breve. Nel frattempo Ian riesce a salvare un ultimo drone e Margot gli ordina di colpire la stazione di Waterloo. Con l'aiuto di Chloe e Adrian Cross, Jack e la CIA riescono a localizzare il nascondiglio di Margot, ma gli uomini della terrorista si aspettano l'attacco degli agenti CIA e Kate e Erik, i primi ad arrivare sul posto, vengono coinvolti in una furibonda sparatoria. Jack, che nel frattempo è atterrato con l'elicottero sull'edificio e cerca di raggiungere il nascondiglio di Margot dalle scale, non riesce a superare le difese e decide di tentare un nuovo approccio calandosi dal tetto. Giunto alla finestra dove si trovano i due terroristi, viene scoperto da Ian che gli spara ma lo manca permettendo a Jack di tirarlo fuori dalla finestra facendolo cadere e morire. Margot, furiosa e disperata cerca di attaccare Jack ma lui la ferisce e la immobilizza. Nel frattempo il missile è già stato lanciato dal drone, ma Chloe dice a Jack che può ancora essere deviato, e lui infatti riesce a far precipitare il missile nel Tamigi. Margot dice a Jack che lui è responsabile di quello che è successo a Londra ma lui le risponde che lui sarà responsabile solo di una cosa; mentre dice ciò scaraventa anche Margot fuori dalla finestra uccidendola. Nel frattempo, la Polizia di Londra trova il cadavere di Jordan e del suo assassino; un agente che conosce Kate la informa di ciò, quest'ultima si reca sulla scena del crimine avvisando Navarro che va nel panico convinto che un'indagine CIA sul killer potrebbe ricondurre a lui. Chiama quindi Cross, che accetta di aiutarlo a fuggire dal paese a condizione che gli consegni il dispositivo di override recuperato nel nascondiglio. Mentre Jack apprende al telefono, da un amico di Langley, che il killer è un agente segreto con legami con Navarro, quest'ultimo ruba il dispositivo e fugge a piedi eludendo temporaneamente la caccia di Jack, dopodiché si accorda per incontrarsi con Cross. L'episodio termina con Cross e Chloe che se ne vanno dopo essersi baciati.
- Ascolti USA: telespettatori 5.710.000 – share 18-49 anni: 4%[12]

## Giorno 9: dalle 20:00 alle 21:00
- Titolo originale: Day 9: 8:00 p.m.-9:00 p.m.
- Diretta da: Milan Cheylov
- Scritta da: Robert Cochran, Manny Coto e Evan Katz; sceneggiatura Adam DaSilva

### Trama
Dopo un lungo inseguimento, Jack riesce a catturare Navarro, ma non prima che il dispositivo di override sia passato di mano; ora è in possesso di Adrian. È emerso che il dispositivo può infiltrarsi non solo nel sistema drone statunitense, ma è abbastanza potente da infiltrarsi e controllare le reti militari degli Stati Uniti e molti altri paesi. Cross intende condividere questa capacità con tutti per rendere pubblici segreti governativi. Jack insegue Adrian e Chloe fino ad una stazione della metropolitana, dove perde contatto con i due. Questi fermano la metro in una galleria e fuggono; a questo punto Chloe, che ha delle remore riguardo alle idee di Adrian, tenta di fuggire col dispositivo, ma viene fermata da Cross. Nel frattempo, Navarro viene trasferito alla stazione londinese della CIA, dove Erik ha preso il comando come agente anziano, e Kate scopre che Steve ha incastrato il marito, il quale si era poi suicidato in prigione. Navarro si offre di rivelare la posizione del dispositivo in cambio della totale immunità e per tutta risposta Jack gli fracassa una mano prima di essere bloccato dagli altri agenti. In seguito Jack inganna Navarro con la collaborazione di Kate che, mentre Steve è in infermeria per curare la mano, minaccia di ucciderlo per vendicare il marito, e si fa dare il codice per un dispositivo di tracciamento che ha nascosto sull'override. Quando Chloe e Adrian raggiungono la nuova sede segreta dell'Open Cell, scoprono che tutti i presenti sono stati uccisi. L'inafferrabile Cheng Zhi (ex agente segreto cinese disconosciuto, arrestato e creduto morto durante un tentativo di fuga, che aveva catturato e torturato sia Jack che Audrey) e i suoi uomini sorprendono Chloe e Adrian e prendono l'override. Si scopre che Cheng aveva originariamente chiesto a Cross di sviluppare il dispositivo ma che è stato poi rubato da Derrick Yates, che lo ha modificato per agire specificamente sui droni USA e venderlo a Margot. Cheng costringe Chloe a riconfigurare il dispositivo, ma, prima che lei possa immetterci un virus, viene scoperta. Nel frattempo Jack e Kate si stanno recando alla posizione del dispositivo ma vengono improvvisamente attaccati da una squadra di agenti russi. Mark ha infatti dato loro la posizione di Jack sotto l'ennesima minaccia di Anatol Stolnavich di rendere pubblica la falsa firma del Presidente da parte di Boudreau. Cross dice a Chloe che un anno prima ha scoperto che il governo non ha ucciso il marito e il figlio ma che è stato solo un incidente, che non glielo ha detto prima perché non se ne andasse e che non pensa di uscirne vivo. Cheng emette un falso ordine, utilizzando il dispositivo per ingannare un sottomarino nucleare degli Stati Uniti, di affondare la portaerei cinese Shenyang di stanza nel Mediterraneo. L'ordine viene eseguito.
- Ascolti USA: telespettatori 5.720.000 – share 18-49 anni: 4%[13]

## Giorno 9: dalle 21:00 alle 22:00
- Titolo originale: Day 9: 9:00 p.m.-10:00 p.m.
- Diretta da: Jon Cassar
- Scritta da: Robert Cochran e David Fury

### Trama
Jack e Kate sono bloccati nella sparatoria con i Russi, mentre Cheng e il suo team scollegano il dispositivo di override dal sistema navale statunitense prima di poter essere rintracciati e individuano Jack nelle vicinanze del covo Open Cell sulle camere a circuito chiuso; ciò porta Cheng a scoprire il dispositivo di tracciamento. Egli uccide Adrian e ordina ai suoi uomini di lasciare il covo con il dispositivo e Chloe, che tenta furtivamente di prendere un cellulare da uno degli ex-colleghi hacker morti ma viene nuovamente scoperta da Cheng. Nel frattempo arrivano i rinforzi a dare una mano a Jack e Kate che, eliminati i Russi, raggiungono Open Cell e trovano Adrian Cross e gli altri morti, ma soprattutto non trovano il dispositivo. Chloe, tuttavia, mentre fingeva di procurarsi il cellulare attivava la registrazione di un altro cellulare, facendo così scoprire a Jack il coinvolgimento di Cheng registrando la voce del terrorista cinese. In seguito riesce anche a scappare durante il trasporto, lanciandosi dal mezzo in corsa; Cheng nella fretta di fuggire non la insegue. Jack chiama Heller per aggiornarlo su Cheng, cosa che naturalmente sconvolge Audrey che sta sentendo tutto. Heller cerca di convincere il Presidente cinese Wei che gli Stati Uniti non sono responsabili dell'affondamento della portaerei e che si tratta di un attentato da parte di Cheng, ma Wei, dato che ritiene Cheng morto e non crede quindi a Heller, si rifiuta di ascoltarlo e mobilita il suo esercito contro gli Stati Uniti, costringendo il Presidente, quando viene scoperto che sta per essere effettuato un attacco su una base USA in Giappone ma soprattutto che vengono distrutti due satelliti spia, ad alzare il livello DEFCON. L'analista Gavin Leonard, che sta sostituendo Jordan alla sede CIA, rivela a Jack che è stato Mark a fare la soffiata ai Russi sulla sua posizione. Jack si reca dal Presidente e in sua presenza affronta Mark inchiodandolo alle sue colpe, e questi ammette la sua colpevolezza. Heller vuole che venga immediatamente arrestato per alto tradimento, ma Jack ha bisogno del suo aiuto per arrivare a Stolnavich, che si è dimostrato essere in combutta con Cheng. Mark si reca da Anatol e chiede asilo dicendo di essere stato scoperto, permettendo l'infiltrazione di Jack e di Kate. Stolnavich scopre l'inganno quando le videocamere di sorveglianza vengono disattivate e cerca di uccidere Mark che reagisce prontamente e Anatol muore, trafitto alla carotide da una scheggia di vetro di una porta abbattuta durante la lotta. Nel frattempo Audrey si incontra con la figlia di un funzionario cinese di alto livello per darle la prova dei precedenti attacchi effettuati a Londra col dispositivo affinché la dia al padre e lo convinca a perorare la causa con il Politburo cinese; tuttavia, un cecchino fa fuori tutti coloro che si trovano intorno ad Audrey e questa riceve una chiamata da Cheng, che le "suggerisce" di sedersi sulla panchina dietro di lei se vuole restare viva.
- Ascolti USA: telespettatori 6.000.000 – share 18-49 anni: 5%[14]

## Giorno 9: dalle 22:00 alle 11:00
- Titolo originale: Day 9: 10:00 p.m.-11:00 a.m.
- Diretta da: Jon Cassar
- Scritta da: Manny Coto e Evan Katz

### Trama
Durante la perquisizione della residenza di Stolnavich, Jack trova un cellulare nascosto dal quale scopre che Cheng sta cercando di scappare con un cargo battente bandiera olandese in partenza da Southampton e che Audrey è tenuta sotto tiro da un cecchino. Kate, d'accordo con Jack, va a salvare Audrey, mentre lui va a fermare Cheng. Nel frattempo la crisi tra Cina e Stati Uniti è ad un punto critico, infatti le forze cinesi puntano verso la base di Okinawa e gli americani, naturalmente, sono pronti al contrattacco. Mentre Jack si reca al porto, Chloe si mette in contatto con lui e si aggiunge a Belchek nel tentativo di assaltare il cargo. Chloe si infiltra in un satellite spia e guida Jack e Belchek nell'attacco, ma la loro intrusione viene scoperta da Cheng che ordina di uccidere Audrey; Chloe si accorge di essera stata scoperta e fa in tempo ad avvisare Kate prima che le comunicazioni vengano disturbate. Kate riesce a salvare Audrey dal cecchino, ma quest'ultima viene successivamente uccisa, in un agguato, da una seconda squadra di Cheng. L'orologio scandisce silenziosamente le 22:32:29. Jack è riuscito a salire sulla nave con Belchek ma, dopo aver appreso da Kate della morte di Audrey, in preda alla furia, uccide tutte le guardie di Cheng e lo cattura dopo un brutale scontro. Nel frattempo scatta l'allarme rosso per le forze americane e la guerra sembra ormai inevitabile ma Jack contatta il Presidente Heller e la CIA, che, utilizzando il software di riconoscimento vocale e facciale, conferma l'identità di Cheng ed il fatto che sia ancora vivo. Subito dopo Jack decapita Cheng con una katana per vendicare Audrey. Heller contatta Wei e ottiene dai Cinesi il ritiro delle forze armate, mentre verificano anche loro la veridicità dei files loro inviati, con la promessa di un risarcimento per la perdita della portaerei e degli uomini periti nell'attentato di Cheng. Dopo aver chiuso la comunicazione con i Cinesi, Heller viene informato della morte di Audrey ed ha un malore. Nel frattempo Jack si reca alla postazione di Chloe ma non la trova e ci sono tracce di sangue. Riceve quindi una chiamata dai russi, che la stanno tenendo prigioniera. Il counter scandisce le 22:52 e a questo punto c'è un salto temporale al mattino seguente, per la precisione 12 ore dopo. Kate si dimette dalla CIA, sentendosi responsabile della morte di Audrey. Mark, sotto custodia della CIA, si prepara per essere riportato negli Stati Uniti ed essere messo sotto processo. Il Presidente Heller, mentre si prepara ad accompagnare a casa il corpo di Audrey, riflette con il Primo Ministro Davies su come la malattia di Alzheimer presto lo porterà a dimenticare tutto quello che è successo, compreso di avere avuto una figlia e la sua tragica morte. Infine Jack si reca all'appuntamento con i Russi e, in cambio della libertà di Chloe e della sua sicurezza, oltre che dei propri familiari, si consegna a loro. Il counter, silenziosamente, raggiunge le 11:00:00 del mattino.
- Ascolti USA: telespettatori 6.470.000 – share 18-49 anni: 5%[15]